# Chartreuse de Bruxelles
La chartreuse Notre-Dame-de-Grace de Bruxelles (en latin : Domus Nostræ Dominæ De Gratia ou Domus Cartusiæ Bruxellensis) est un établissement monastique de l'ordre des Chartreux habité par des moines à partir de 1588 et supprimé en 1783 par l'empereur Joseph II.
L'établissement situé à Bruxelles intra muros, dans l'actuelle rue des Chartreux, était occupé par des religieux venus de la chartreuse de Scheut.

## Histoire
En 1588, les chartreux de Scheut décident de se fixer dans la ville de Bruxelles pour des raisons de sécurité. Ils reconstruisent leur monastère dans l'enceinte de la ville, vers 1591, sous les auspices de Dom Pierre de Léon et de Dom Hercule Winckele, prieur de la chartreuse du Val-de-Grâce . Les bienfaiteurs de cette seconde fondation sont Gabriel Pagador de Saint-Étienne, Blaise Ocone et Albert, archiduc d'Autriche, duc de Brabant. En 1594, commence la construction d'une nouvelle église. Malgré de grandes difficultés pécuniaires, les moines parviennent à l’achever. 
De 1773 à 1783, le monastère est même rénové en style néoclassique, travaux interrompus par la suppression sous Joseph II. Après la mort de celui-ci en 1790, les chartreux rentrent partiellement dans leurs biens, mais ne peuvent obtenir le rétablissement de leur communauté, sous prétexte de leur petit nombre, en fait à cause de l’importance de ces biens pour la Caisse de Religion.

## Prieurs
Le prieur est le supérieur d'une chartreuse, élu par ses comprofès ou désigné par les supérieurs majeurs.
- 1621- ? : Bruno d'Outlelain ou Doutelair, ancien officier de l'armée du duc de Parme[1], secrétaire d'Adrien II de Noyelles[note 1], avant d'entrer dans l'ordre, profès puis prieur de Val-Saint-Esprit (1612-1621)[2].

- ~1641 : Agathange Leclerc, prieur de la Chartreuse du Mont-Saint-André de Tournai en 1618 et visiteur de la province[3].

- ~1718 : Joseph Engelgrave[4].